# Monomotapa United FC
Der Monomotapa United FC ist ein simbabwischer Fußballverein aus Harare.
Der Verein wurde 2003 gegründet und stieg innerhalb weniger Saison in die Zimbabwe Premier Soccer League auf. 2008 konnten sie erstmals die Meisterschaft gewinnen. Damit qualifizierten sie sich für die CAF Champions League. Weitere Titel folgten seitdem nicht mehr. Der Verein trägt seine Heimspiele im Rufaro-Stadion aus.

## Statistik in den CAF-Wettbewerben
| Wettbewerb                | Runde        | Gegner                   | Hinspiel | Rückspiel |  |
| ------------------------- | ------------ | ------------------------ | -------- | --------- |  |
|                           |              |                          |          |           |  |
| CAF Champions League 2009 | Vorrunde     | Miembeni SC              | 2:0 (H)  | 1:2 (A)   |  |
|                           | 1. Runde     | Ajax Cape Town           | 2:3 (A)  | 2:1 (H)   |  |
|                           | 2. Runde     | ASEC Abidjan             | 0:1 (A)  | 2:0 (H)   |  |
|                           | Gruppenphase | Étoile Sportive du Sahel | 2:1 (H)  | 0:2 (A)   |  |
|                           | Gruppenphase | Heartland FC             | 1:3 (A)  | 2:1 (H)   |  |
|                           | Gruppenphase | Tout Puissant Mazembe    | 0:5 (A)  | 0:2 (H)   |  |